# Marcel Stürmel
Marcel René Stürmel est un homme politique français, né le 17 juin 1900 à Mulhouse dans le Haut-Rhin et mort dans la même ville le 1er janvier 1972.

## Biographie

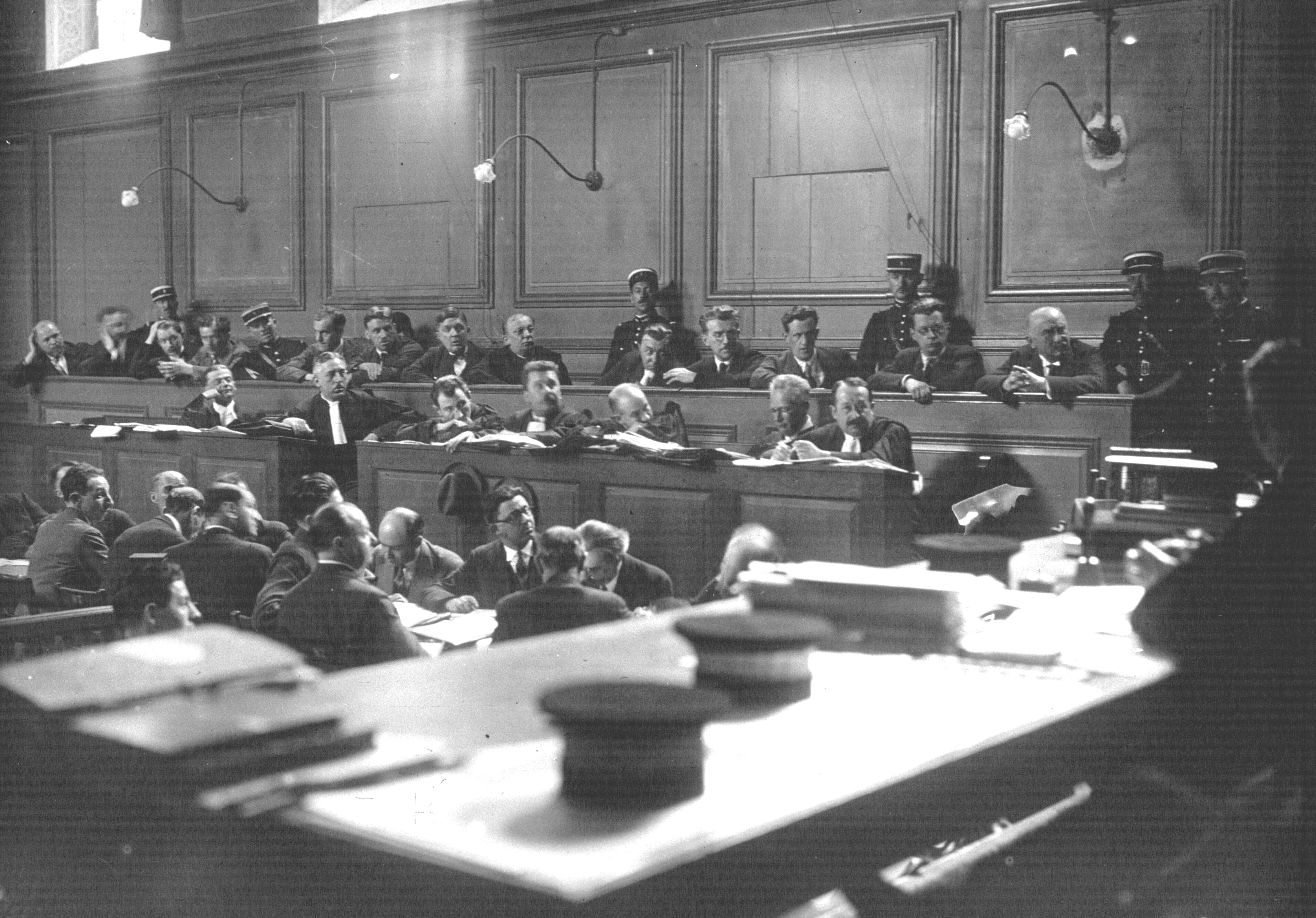
Procès des autonomistes alsaciens (1928)

Cheminot de profession, il est un militant ardent de la cause autonomiste alsacienne, qu'il défend notamment par ses nombreux articles publiés dans le Courrier alsacien (« Elsässer Kurier »). Il milité également à l'Union populaire républicaine, le grand parti social-chrétien alsacien de l'Entre-deux-guerres. En 1928, le gouvernement français mène un dure combat contre les visées des autonomistes alsaciens. De nombreux militants de l'UPR sont alors accusés d'avoir conspiré contre le gouvernement légal, et inculpés. Marcel Stürmel est acquitté mais ses camarades Eugène Ricklin et Joseph Rossé, députés, sont déchus de leur mandat.
Marcel Stürmel, déjà conseiller général de Dannemarie se porte candidat au titre de l'UPR à la succession de Ricklin. Triomphalement élu dès le premier tour, il rejoint le petit groupe conservateur des Députés indépendants. Réélu en 1932 et 1936, il adhère successivement aux groupes des Républicains du centre, puis des Indépendants d'action populaire, qui tentent d'organiser à la Chambre des députés la mouvance sociale-chrétienne de l'est de la France.
Il intervient essentiellement sur les questions relatives à l'Alsace, et se fait l'avocat d'une organisation de type fédérale pour la France, fondée sur des régions plus autonomes, libres d'organiser le culte et l'usage des langues régionales ainsi qu'elles l'entendent. Le 10 juillet 1940, il ne peut prendre part au vote sur la remise des pleins pouvoirs au maréchal Pétain. Il ne retrouve pas le chemin du Parlement après la Seconde Guerre mondiale.

## Sources
1. ↑  État civil sur le fichier des personnes décédées en France depuis 1970

- « Marcel Stürmel », dans le Dictionnaire des parlementaires français (1889-1940), sous la direction de Jean Jolly, PUF, 1960 [détail de l’édition]